# Източни среднонемски езици
Източните среднонемски езици представляват група горногермански диалекти, залегнали в основата на стандартния немски език.